# European Geography Association
European Geography Association (EGEA) er et europæisk netværk af geografistuderende og unge geografer, hvis hensigt er, at udveksle viden omkring geografi. Dette sker gennem kongresser, seminarer, udvekslinger mellem underafdelingerne, weekendture, ekskursioner, som hver underafdeling (entity) i EGEA kan organisere. Desuden er et videnskabeligt magasin udgivet. Den primære informationskilde og form for kommunikation sker på hjemmesiden (www.egea.eu).
Formålet med EGEA er, at give unge geografistuderende i Europa mulighed for personlig udvikling og videnskabelig indsigt indenfor deres emne. EGEA supplerer den studerendes formelle geografiuddannelse med alternative og alsidige former for undervisning, viden og udvikling. Dette sker ved hjælp af et aktivt engagement i multikulturelle interaktioner blandt europæiske studerende, samt en udvikling af akademiske, videnskabelige, kulturelle og professionelle aktiviteter rettet mod unge geografer i et miljø med lighed, mangfoldighed og retfærdighed. EGEA søger aktivt at udvide sig og engagere nye unge geografistuderende gennem dets netværk og strategiske partnerskaber, hvor det overordnede mål ligger i at skabe et stærkere sammenhold i den enkelte geografistuderendes miljø.

## Historie
I 1987 mødtes studerende fra universiteterne i Barcelona, Warszawa og Utrecht med den idé, at skabe en organisation med det formål at udveksle viden om geografi mellem lande i Europa. Et år efter, i 1988, blev EGEA officielt registreret som en institution med hovedsæde i Utrecht, Nederland. I 1996 kom den første udgave af EGEA’s hjemmeside. Hjemmesiden blev midtpunktet for medlemmerne omkring i Europa. Til den årlige generalforsamling i 2009 i Heeg, Nederland, blev EGEA’s juridiske status fastlagt, og siden da har EGEA været en aktiv forening. Indtil 2014 har EGEA udvidet sig fra de skabende tre underafdelinger til et nuværende antal på 90 underafdelinger i 36 forskellige lande.

## Aktiviteter
Der er adskillige lokale, nationale og internationale aktiviteter organiseret af underafdelingerne i EGEA. De primære begivenheder i løbet af et år består af fire regionale kongresser og en årlig kongres, hvor generalforsamlingen finder sted. Andre årlige begivenheder er weekendture og seminarer. Derudover kan underafdelingerne selv organisere aktiviteter. Dette spektrum af arrangementer organiseret af underafdelingerne kan inkludere aktiviteter helt fra videnskabelige seminarer og ekskursioner til aktiviteter med mere fokus på socialisering og skabelse af nye venskaber. Et populært tiltag blandt EGEA’s medlemmer er mini-udvekslinger mellem underafdelingerne.

## Struktur

### Regioner
| Udvalg                               |
| ------------------------------------ |
| Activities and Events Committee      |
| Communication and Media Committee    |
| European Geographer                  |
| Fundraising Committee                |
| Human Resources & Training Committee |
| Organization and Strategy Committee  |
| Regional Support Committee           |
| Scientific Committee                 |
| WebAdmin Team                        |

EGEA er inddelt i fire administrative regioner: ’the North and Baltic Region’, ’the Eastern Region’, ’the Western Region’ og ’the Euro-Mediterranean Region’. Hver region vælger hvert år en ny regional kontaktperson. Tilsammen danner de fire kontaktpersoner EGEA’s Regionale Team. Den regionale kontaktpersons funktion blev introduceret i 2012 for at lette bestyrelsens arbejde med koordinereingen mellem regionerne.

### Bestyrelsen
EGEA’s bestyrelse består af fem personer, hvordan de fire fungerer fuld tid som formand, næstformand, sekretær og kasserer. De fire bestyrelsesmedlemmer er valgt af EGEA’s medlemmer til den årlige generalforsamling. Yderligere er en repræsentant fra den underafdeling, som værter den årlige kongres også et medlem af bestyrelsen.

### Udvalg
EGEA har adskillige udvalg, som udfører et vigtigt arbejde for at opretholde foreningen.

## Partnerskaber
EGEA har op til flere partnerskaber med organisationer som EUROGEO, IFISO, IAAS, StudyPortals og en tænktetank med fokus på unge, ThinkYoung. Desuden har EGEA et partnerskab med et program i EU, ”Youth in Action” sågar et partnerskab til et program i Europarådet, ”European Youth Forum”. Dertil hører et stærkt samarbejde med ESRI, som er leverandør af GIS-programmer, og med Universiteit Utrecht.